# Economia d'escala

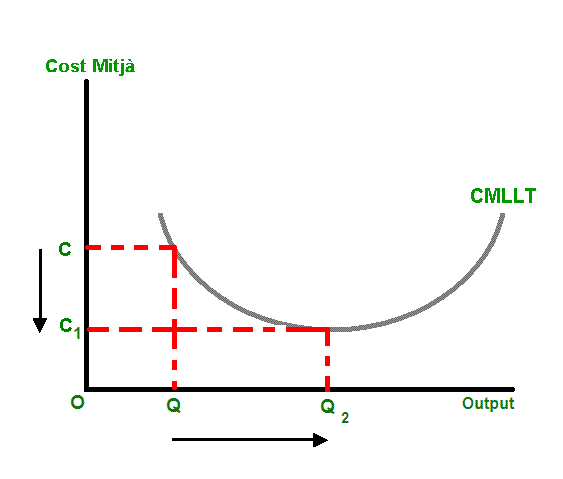
L'increment en l'output de Q a Q₂ causa un descens en els costos de cada unitat de c a C_{1}.
CMLLT: Cost mitjà a llarg termini

L'economia d'escala, en microeconomia, és el conjunt d'avantatges que obté un negoci gràcies a la seva expansió. Són factors que fan que el cost per unitat del productor disminueixin a mesura que la quantitat de producció s'incrementa.
Es refereix al poder que té una empresa quan arriba a un nivell òptim de producció per anar produint més amb menys cost, és a dir, a mesura que la producció en una empresa creix (sabates, xiclets, bastons, capses de llumins...), els seus costos per unitat produïda es redueixen. Com més produeix, menys li costa produir cada unitat.
En altres paraules, es refereix al fet que si en una funció de producció s'augmenta la quantitat de tots els inputs utilitzats en un percentatge, l'output produït pot augmentar en aquest mateix percentatge o bé augmentar en major o menor quantitat que el mateix percentatge. Si augmenta en el mateix, estaríem davant economies constants d'escala, si fos a més, serien economies creixents d'escala, si fos en menys, en economies decreixents d'escala. Normalment, quan es diuen simplement "economies d'escala", es refereixen a les creixents, ja que aquestes denoten una funció bastant avantatjosa des del punt de vista econòmic, perquè significa que la producció resulta més econòmica de mitjana com més gran és l'ocupació de tots els recursos. Resultaria, per exemple, més barat per unitat produir 400 unitats que 200, si augmentem en la mateixa quantitat tots els recursos emprats per a això (i el preu de cada recurs per unitat no canviés)
Per analitzar el fenomen de les economies d'escala se sol considerar la relació entre els augments de producció (output) causats pels augments en els factors de producció (inputs). Què passa quan una empresa, per exemple, dobla la quantitat que utilitza d'inputs (el doble de treballadors, el doble de capital…)? Si el resultat és que la producció augmenta més que el doble, llavors es diu que l'empresa està caracteritzada per economies creixents d'escala. Aquesta és una situació de cert interès en economia, ja que implica que es pot produir amb menors costos a mesura que augmenta el nivell de producció. Això està molt estretament lligat a la concentració empresarial, en la mesura que en un procés productiu afectat d'economies d'escala creixents, una sola empresa més gran produeix amb un menor cost que dues empreses més petites.
Si no es té una economia d'escala no es pot treballar en mercat, perquè no és un mercat competent (hi ha una empresa que ha aconseguit el seu procés de fabricació òptim, aconseguint reduir el seu cost marginal). La solució per a això són les tarifes, fixades pels reguladors a partir del que costa de mitjana produir un producte; en aquests casos, el cost mitjà és més alt que el cost marginal.
Les deseconomies d'escala són el contrari.